# 巨大口蘑
巨大口蘑（學名：Macrocybe gigantea）屬擔子菌綱傘菌目口蘑科。本物種是一種通常為白色或灰白色的土棲腐生大型菇類，舊屬口蘑屬，現時與型態近似的幾個物種獨立了出來成立新的一個屬。本物種主要分布於北半球的热带和亚热带，可供食用。通常在低海拔的草地或大樹的根部丛生；目前已能夠人工培植商品化，取名「金福菇」。一般单丛重約20到30公斤；現時發現的最大一丛巨大口蘑重约150公斤，發現於中國雲南省普洱市江城哈尼族彝族自治縣康平鄉。